# Rue de la Verrerie (Nantes)
Pour l’article homonyme, voir Rue de la Verrerie.
La rue de la Verrerie est une voie de Nantes, en France.

## Situation et accès
Située dans le centre-ville de Nantes, la rue de la Verrerie, qui relie le quai de la Fosse à la place Eugène-Livet, est bitumée et ouverte à la circulation automobile en sens unique. Elle rencontre les rues du Bâtonnier-Guinaudeau et d'Alger, ainsi que la place Jean-Baptiste-Darbefeuille.

## Origine du nom
La voie doit son nom à la présence d'une manufacture de verre, aujourd'hui disparue.

## Historique
La rue de la Verrerie était longée, sur une grande partie de son côté ouest, par le Sanitat de Nantes.
En 1946, les travaux d'aménagement du tunnel ferroviaire de Chantenay sont entamés. Cette partie, qui croise la rue au niveau de la rue d'Alger, est souterraine, et achevée en 1950.

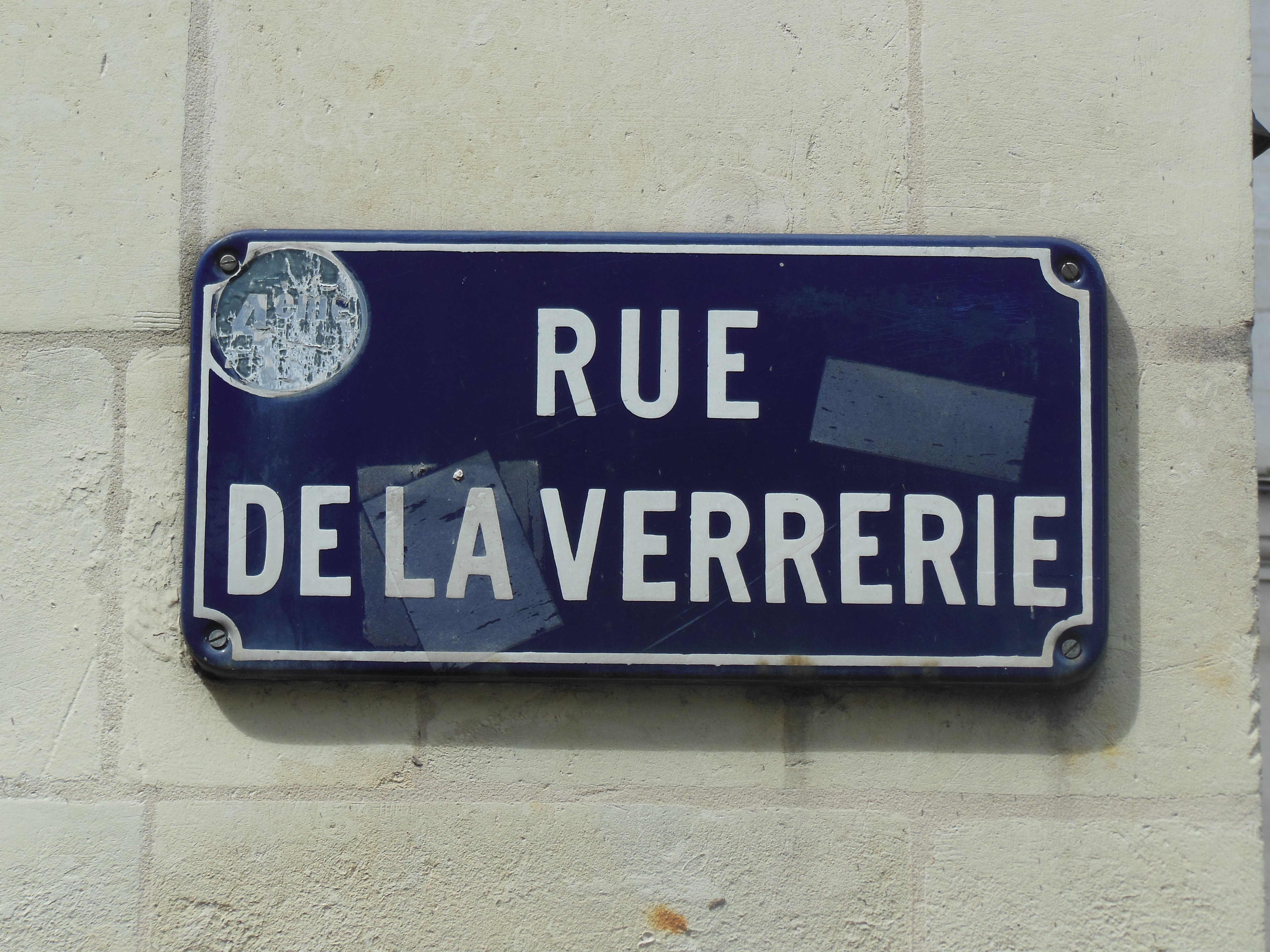
Panneau